# اسقف‌نشین انگلیکان لیورپول
اسقف‌نشین انگلیکان لیورپول (انگلیسی: Anglican Diocese of Liverpool) بخشی تشکیل دهنده از استان یورک کلیسای انگلستان در کشور انگلستان است. این اسقف‌نشین که در سال ۱۸۸۰ میلادی تأسیس شده‌است شامل ۲۵۷ کلیسا می‌باشد و مرکز آن کلیسای جامع لیورپول است.